# Renos nadadores

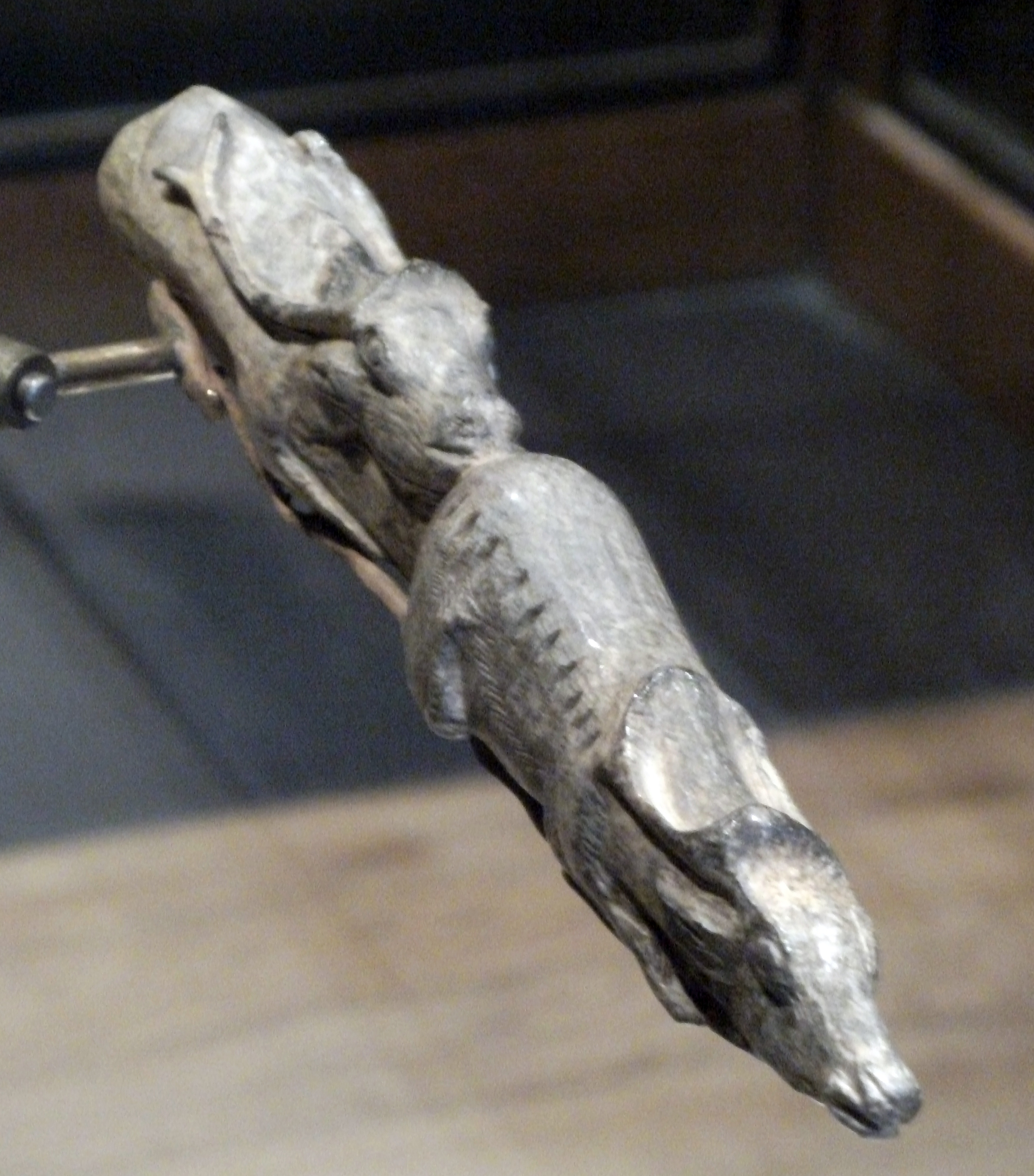
Escultura de dos renos nadando.

Renos nadadores es el nombre por el cual se conoce la escultura de 207 mm de largo realizada en la punta de un colmillo de mamut de 13 000 años de edad (del Magdaleniense) y que representa a dos renos nadando uno detrás del otro. 
La escultura, que se conserva en el Museo Británico en Londres, fue encontrada en Francia en 1866 y se conservaba como dos piezas separadas hasta que Abbé Henri Breuil se dio cuenta de que formaban una sola escultura que representaba a dos renos, uno detrás del otro.

## Hallazgo

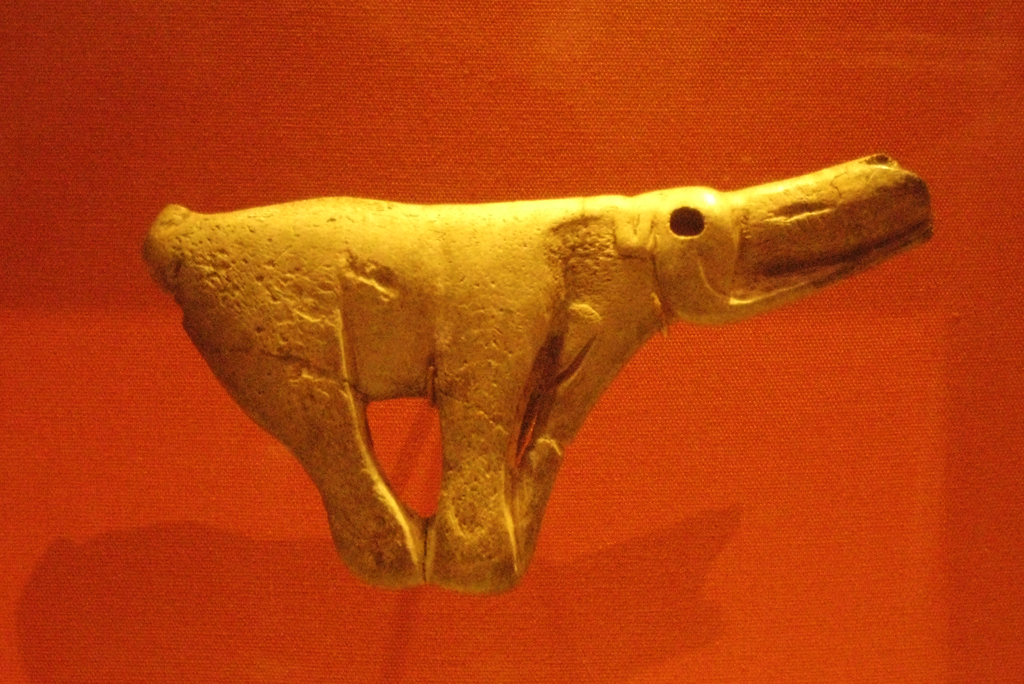
Mommoth lanzador de lanza del Magdaleniense tardío, de unos 12.500 años de antigüedad, encontrado con una escultura de reno nadando en el refugio rocoso de Montastruc, Tarn y Garona, Francia

Las piezas fueron descubiertas por Peccadeau de l’Isle, en 1866, mientras buscaba indicios de la presencia del hombre primitivo en las orillas del río Aveyron. De l'Isle era un ingeniero que trabajaba en la construcción del ferrocarril en la zona y había encontrado varios objetos del último período glacial cerca de Montastruc.
Tras publicar sus datos, las piezas fueron expuestas en la Exposición Universal de París de 1867. Debido a que se trataba de obras realizadas en los restos de un animal extinguido, este hallazgo sirvió, junto con el propulsor de lanzas encontrado en la zona, también realizado con el asta de un reno, y que representa un mamut, como prueba de que el hombre había vivido durante el último período glacial, además de coexistir con los mamuts.
Las dos piezas fueron finalmente adquiridas por el British Museum en 1887. Sin embargo, no fue hasta 1904, cuando Abbé Breuil visitó el museo, que se dieron cuenta de que en realidad se trataba de una escultura formada por una sola pieza.

## Formato
La escultura consiste en una hembra seguida por un macho. Aunque ambos llevan astas, el macho se distingue claramente por su tamaño y genitales, mientras en la hembra se ven claramente las mamas. La representación de los renos nadando corresponde a su migración cada otoño. El significado es importante, ya que en esta época sería más fácil cazarlos y tanto su carne como su piel y astas estarían en óptimas condiciones.